# Revolution 1993
«Revolution 1993» es un sencillo de Jamiroquai del disco estreno Emergency On Planet Earth, fue un sencillo grabado en disco de vinilo. Su venta fue cancelada, el disco posee la canción Revolution 1993 en las 2 caras del vinilo.
El LP tampoco tiene ninguna lista de canciones impresa sobre su etiqueta.
- Datos: Q16625177